# گئورگی یاکولوف
گئورگی یاکولوف (ارمنی: Գեորգի Յակուլով؛ انگلیسی: Georgy Bogdanovich Yakulov؛ ۱۴ ژانویهٔ ۱۸۸۴ – ۲۸ دسامبر ۱۹۲۸) هنرمند اهل ارمنستان بود. وی یک نقاش، هنرمند گرافیک، decorator، طراح صحنه و نظریه‌پرداز هنری بود.

## زندگی‌نامه
وی با نام اصلی گئورگ بوگدانی یاکولیان در ۱۴ ژانویه ۱۸۸۴ در تفلیس به دنیا آمد و از انستیتو زبان‎‌های شرقی لازارف مدرسه نقاشی، مجسمه‌سازی و معماری مسکو فارغ‌التحصیل گشت.  وی در ۲۸ دسامبر ۱۹۲۸ در سن ۴۴ سالگی در ایروان درگذشت و در گورستان نووودویچی به خاک سپرده شد.